# Simulatore di trading
Con l'aiuto dei simulatori, si possono acquisire competenze e conoscenze necessarie per diventare un trader esperto, sviluppando una strategia senza dover investire denaro reale. In questi cinque punti, esamineremo alcuni dei vantaggi offerti dall'utilizzo di un simulatore di trading e di come sfruttarlo al meglio per ottimizzare l’operatività finanziaria reale.
1. Cos'è un simulatore di trading e come funziona - Un simulatore di trading è uno strumento di apprendimento che consente ai trader di testare le loro strategie in un ambiente virtuale senza rischiare denaro reale. Il simulatore di trading può essere impostato per emulare il mercato reale, con prezzi in tempo reale, commissioni e spread. Inoltre, alcuni simulatori di trading per i CFD offrono un ambiente di test *probabilistico in grado di generare gli scenari in relazione alla leva finanziaria applicata. Una volta impostato, il simulatore matematico probabilistico traccerà tutti gli scambi effettuati dal trader e fornirà un resoconto dettagliato su come stanno andando le cose e le probabilità che possano accadere in un determinato contesto di mercato. Il simulatore di trading offre al trader la possibilità di esplorare strategie e tecniche senza rischiare denaro reale nel processo.
2. Perché utilizzare un simulatore di trading - Gli investitori alle prime armi possono apprendere come fare trading online senza dover investire denaro reale. I simulatori di trading possono essere utilizzati per testare le proprie abilità e imparare a conoscere i mercati finanziari prima di passare a investire denaro reale. Inoltre, con un simulatore di trading, i trader possono sperimentare nuove strategie o modificare quelle esistenti senza rischiare soldi reali. Infine, gli investitori esperti possono anche utilizzare un simulatore di trading per provare nuove idee o perfezionare le loro tattiche di negoziazione.
3. I vantaggi dell'utilizzo di un simulatore di trading - Uno dei principali vantaggi dell'utilizzo di un simulatore di trading è il fatto che non vi è alcun impegno finanziario da parte dell'utente. Il trader può sperimentare vari approcci senza alcuna preoccupazione per le perdite finanziarie. Inoltre, poiché il trader non sta acquistando o vendendo effettivamente titoli o altri strumenti finanziari, non devono pagare commissioni o oneri di negoziazione. Altri vantaggi includono l'accesso a dati in tempo reale, l'opportunità di imparare le basi del trading online senza rischi e la flessibilità nel testare numerose strategie in diversi mercati contemporaneamente.
4. Come scegliere il miglior simulatore di trading - Esistono molti simulatori di trading disponibili sul mercato ed è importante scegliere il migliore in base alle proprie esigenze individuali. Quando si sceglie un simulatore, assicurarsi che abbia caratteristiche come dati in tempo reale, commissioni realistiche e spread realistici, grafici e indicatori avanzati e supporto tecnico affidabile. Inoltre, assicurarsi che il simulatore abbia un'interfaccia intuitiva che faciliterà l'apprendimento delle funzionalità del software e degli strumenti che offre.
5. Come utilizzare correttamente un simulatore di trading per fare trading online - Per utilizzare correttamente un simulatore di trading, è necessario comprendere i principali concetti del trading online come la creazione di ordini d'acquisto/vendita, le regole relative alle negoziazioni e le strategie più comuni. Una volta appreso questo materiale fondamentale, è importante esercitarsi con lo strumento fino a quando non c'è familiarità con l'interfaccia utente del software e i vari indicatori e strumenti disponibili attraverso il simulatore. Una volta raggiunta la padronanza del software del simulatore, sarà possibile applicarlo alla pratica del trading vero e proprio con successo.

I simulatori di trading sono uno strumento essenziale per chiunque voglia diventare un trader di successo. Offrono un ambiente realistico per testare le tue capacità di trading, sviluppare abilità e strategie, e acquisire la conoscenza necessaria per diventare un trader redditizio. Inoltre, i simulatori di trading possono aiutare i principianti a prendere decisioni più informate e a ridurre al minimo le perdite. Con l'aiuto di un simulatore di trading, puoi anche imparare a gestire le tue emozioni mentre fai trading e adottare un approccio disciplinato alla negoziazione.
Un simulatore matematico probabilistico agisce su fattori matematici e statistici: la Probabilità: regola che a ogni evento E associa un numero reale compreso tra 0 e 1
{\displaystyle {\ce {P:E -> p(E)}}}
Definizione della Formula finanziaria sulle probabilità
La formula finanziaria sulle probabilità è un modello matematico che viene utilizzato per valutare il rischio di un investimento. La formula si basa sulla probabilità di un evento (ad esempio, il default di un'obbligazione) e sull'impatto che tale evento avrebbe sul valore dell'investimento. La formula può essere utilizzata per valutare il rischio di un investimento in qualsiasi asset, come ad esempio obbligazioni, azioni o derivati.
La formula finanziaria sulle probabilità si basa sulla teoria delle probabilità e delle statistiche, ed è spesso utilizzata in finanza per valutare il rischio di un investimento e per calcolare il prezzo di un'opzione.
La formula finanziaria sulle probabilità può essere espressa come segue:
- P = probabilità di un evento L = perdita associata all'evento E = guadagno associato all'evento
- Il rischio di un investimento viene quindi calcolato come la probabilità di un evento moltiplicata per la perdita associata a tale evento, sottratta al guadagno associato all'evento.
- R = P * L - E

Questa formula viene spesso utilizzata dai finanziatori e dagli investitori per valutare il rischio di un investimento e per decidere se effettuare o meno l'investimento.
Ci sono molte formule diverse che vengono utilizzate nella teoria della probabilità. Ecco alcuni esempi: